# Neotimasius
Neotimasius is een geslacht van wantsen uit de familie van de Hebridae. Het geslacht werd voor het eerst wetenschappelijk beschreven door Andersen in 1981.

## Soorten
Het genus bevat de volgende soorten:

- Neotimasius bruckneri Zettel, 2013
- Neotimasius orientalis Andersen, 1981